# Université de Poitiers
Đại học Poitiers (tiếng Pháp: Université de Poitiers) một trường đại học ở Poitiers, Aquitaine, Pháp. Ủy ban hiện do Giáo sư Yves Jean làm chủ tịch. Anh là thành viên của Đại học Tổng hợp Leonardo da Vinci từ năm 2015. Đại học Poitiers là một trong những trường đại học lâu đời nhất ở Pháp. Học viện thành lập năm 1431, đến năm VII thành lập. Vua Charles muốn tạo ra nó để tưởng thưởng lòng trung thành mà tỉnh Poitou luôn thể hiện.

## Sinh viên tốt nghiệp nổi tiếng
- María Páramo, một nhà cổ sinh vật học và nhà địa chất người Colombia